# ポール・メロン
ポール・メロン（Paul Mellon、1907年6月11日 - 1999年2月1日）は、アメリカ合衆国の資産家、篤志家、美術品収集家、競走馬のオーナーブリーダー。相続したメロン財閥の潤沢な資産をもとに様々な篤志活動・投資活動を行った人物で、特にアメリカ競馬界が受けた恩恵は大きく、後にアメリカ競馬名誉の殿堂博物館より「ホースマンの模範」として選出されている。

## 生涯

### 青年時代
ポールは銀行家、および後のアメリカ合衆国財務長官となったアンドリュー・メロンの長男として生まれた。母はノーラ・マクミューレン、姉にアリサ・メロンがいる。
1925年にチョート・スクールを卒業した後にイェール大学へと進学、そこで校内の秘密結社スクロール・アンド・キーに入部したほか、学生新聞「イェール・デイリーニュース」の副編集長を務めていた。1929年に同校を卒業した。後年、ポールはこれら母校の後援者となり、チョート・スクールにはメロン美術館とメロン科学センター（現アイカン科学センター）を寄贈、またイェール大学にも寄宿舎2棟と英国美術センターを寄贈している。イェール大学の卒業後はイギリスに渡り、そこでケンブリッジ大学クレアカレッジに入学、1931年に文学士の学位を得て卒業、後の1938年に大学院修士号（Master of Arts）の称号を得ている。
1937年に父が死去すると、姉アリサとともにその莫大な財産の相続人となった。その資産はフォーチュン誌が1957年より調べ始めた長者番付で一族がみな上位に入るほどで、ポール自身の資産は400万-700万ドルと推測されている。

### 2度の結婚と兵役時代
卒業後ポールはピッツバーグに戻り、メロン銀行などの企業で半年務めている。1935年、ポールはメアリー・コノーヴァー・ブラウン（Mary Conover Brown）と結婚し、その間にキャサリン（Catherine Mellon）とティモシー（Timothy Mellon）の1男1女を儲けた。その後家族でバージニア州に移り住んでいる。
1940年、ポールはメリーランド州アナポリスのセント・ジョンズ・カレッジに入学したが、わずか半年後に陸軍に仕官、騎馬隊への入隊を志願した。ポールはヨーロッパ方面でのOSSとして勤務し、最終的には少佐にまで昇格、青銅星章を4度受けている。
1946年に妻メアリーが喘息により死去すると、ポールはレイチェル・ランバート・ロイド（Rachel Lambert Lloyd、通称: Bunny Mellon（バニー・メロン））と再婚、彼女とその連れ子であるステーシー・ロイド3世（Stacy Lloyd III）とエリザ・ランバート・ロイド（Eliza Lambert Lloyd）が家族に加わった。レイチェルはリステリンなどの医薬品ブランドで知られるワーナーランバート社の創業者一族の出身で、ステーシー・バークロフト・ロイド・ジュニア（Stacy Barcroft Lloyd Jr.）の元妻であった。またレイチェルは園芸学や、印象派・ポスト印象派らの絵画に興味を持つ人物で、ポールもその影響を受けることになった。

### 晩年
1992年に自叙伝である「Reflections in a Silver Spoon （ISBN 0-688-09723-5）」を出版している。それから7年後の1999年2月1日に、バージニア州アッパービル（Upperville）・オークスプリングにある自宅で、妻と4人の子供を残して死去した。

## 活動

### 美術収集
ポールは以前より美術や慈善活動に興味を持っており、後に父の資産の相続や、夫人との結婚などによってその熱をより強くした。1937年、父アンドリューがワシントンD.C.にナショナル・ギャラリー（西館）を建造したが、それから間もなく死去した。ポールはこの美術館とその所蔵品115点を国に寄贈し、自身はその運営委員会に所属し、館長も2度務めている。またその後も自身とレイチェルが美術品を寄贈し続けており、その数は1000点以上に及ぶ。
1936年、ポールはジョージ・スタッブスの「パンプキンと牧童（原題: Pumpkin with a Stable Lad）」という作品を購入した。自身が初めて購入したイギリス絵画として以後もいたく気に入り、生涯手放さなかった。それ以降イギリスの美術に注目し、イギリス芸術の専門家であるバジル・テイラーの助力のもとで、1950年代から1960年代中頃にかけて、多数の作品を手に入れた。この動きについて、ロンドンで画商を営んでいたジェフリー・アグニューという人物が「あのアメリカ人が、イギリス人に自分たちの美術の価値を再認識させた」との言を残している。
その後、ポールは自身の集めた絵画や珍しい書籍などをイェール大学に寄贈し、それを収めるための博物館も建設した。ポールは自身の名前を美術館名につけることを避け、イギリス美術を収蔵したことを強調させるために「イギリス美術のためのイェールセンター（Yale Center for British Art）」という名を付けさせた。同美術館は、イェール大学アートギャラリーと同じルイス・I・カーンの設計により手がけられている。なお、母校イェール大学とは美術館の寄贈に留まらず、様々な支援を行っている。学舎の寄贈はその代表的なもので、イェール大学の数あるキャンパスの中でも、エズラスタイルズカレッジ（Ezra Stiles College）とモースカレッジ（Morse College）は、ポールの寄付を基に建てられたものであった。これらの施設拡充により、イェール大学は男女共学校になっている。寄宿寮も12棟を建設し、そこで生活する学生への給食も提供した。
一方でロンドンには同館の姉妹館として「イギリス美術研究のためのポールメロンセンター（Paul Mellon Centre for Studies in British Art）」という名の研究施設を建設している。これ以外の主な博物館建設に、バージニア州リッチモンドに建設したバージニア美術館（Virginia Museum of Fine Arts）がある。

### 競馬
ポールはサラブレッド競馬の生産者および馬主でもあり、自身の持つロークバイステーブルズ（Rokeby Stables）名義で所有した競走馬のなかには、ケンタッキーダービー優勝馬のシーヒーローなども含まれていた。1969年と1970年にはポール所有のアーツアンドレターズとフォートマーシーがそれぞれ連年でアメリカ年度代表馬を獲得する快挙を成し遂げている。1971年と1986年にはエクリプス賞最優秀馬主にも選出されている。
またアメリカ国外でも競走馬を走らせており、その代表的なものにタイムフォーム誌の選出による「20世紀世界の平地競走馬トップ200」で第8位に選ばれたミルリーフがいる。
ポールはこのほか、馬の種の保存や安全・福祉などを目的としたグレーソンジョッキークラブ調査財団を設立している。シーヒーローがケンタッキーダービーに優勝した1993年には、当時の三冠ボーナス賞金と同額の100万ドルを財団に寄付し、また死去に際してその遺産からも250万ドルを寄付している。
それらの功績から後にアメリカ競馬名誉の殿堂博物館より、1989年に「模範ホースマン（Exempler of Racing）」として選出された。この称号は2010年現在までに5人しか選出されていない希少な称号である。また1988年にはバージニア州競馬協会から、さらにはイギリスジョッキークラブよりも殿堂選定を受けている。

### 財団設立
ポールは人文科学の進歩を目的として、1941年にオールド・ドミニオン財団（バージニア州財団）を、1945年にボーリンゲン財団を設立している。これらは1969年の活動停止までに100冊以上の書籍を出版し、その後姉アリサの設立したアヴァロン財団と統合、その名を父に記念してアンドリュー・メロン財団と改称している。

### その他の活動
ポールはケンブリッジ大学を通して、800万ドルの資金をフィッツウィリアム美術館へと提供している。そのうち100万ポンドは美術館の区画増設へと役立てられ、残りの資金は「ポールメロン基金」として保持され、美術館の恒久的な運営に役立てられることになった。
ケンブリッジ大学に対しては、ポールが通学したクレアカレッジに提供を行っており、1966年に建てられたクレアホールはその援助によるものである。ポールはクレアカレッジに通学していた時期を「救い難き蒐集家、という自分の出発点であった」と語っており、強い思い入れがあったという。

## 栄誉
1965年にベンジャミン・フランクリン・メダルを受賞、1974年にナイト位の大英帝国勲章が与えられた。また1985年にはアメリカ国民芸術勲章、1989年にはベンジャミン・フランクリン・メダル、1997年にはアメリカ芸術人道勲章（National Medal of Arts and Humanities）が贈られている。